# Vangelo di Mani
Il Vangelo di Mani è un vangelo manicheo scritto in lingua persiana e attribuito a Mani (III secolo).
Andato quasi completamente perduto, ne è pervenuto un frammento e testimonianze indirette tramite alcuni Padri della Chiesa. Il testo era suddiviso in 22 parti, una per ogni lettera dell'alfabeto aramaico. Si è conservato solo l'incipit dell'opera, cioè la prima parte corrispondente alla sezione Alef. Se ne conserva una copia nella Chester Beatty Library di Dublino. (Irlanda)